# Метод стационарной фазы
Метод стационарной фазы — метод, использующийся для аппроксимации интегралов вида
{\displaystyle \int \limits _{a}^{b}e^{i\lambda \phi (x)}\Phi (x)\,dx}.

## Основы
Основная идея метода стационарной фазы заключается в сокращении синусоид с быстро меняющейся фазой. Если много синусоид имеют одинаковые фазы, то они складываются, усиливая друг друга. Однако если эти же синусоиды имеют фазы, быстро меняющиеся с изменением частоты, они будут складываться, то усиливая, то ослабляя друг друга.

## Пример
Рассмотрим функцию
{\displaystyle f(x,t)={\frac {1}{2\pi }}\int _{\mathbb {R} }F(\omega )e^{i{\big (}k(\omega )x-\omega t{\big )}}\,d\omega .}
Фазовое слагаемое в этой функции, {\displaystyle \phi =k(\omega )x-\omega t} является «стационарным» когда
{\displaystyle {\frac {d}{d\omega }}{\big (}k\left(\omega \right)x-\omega t{\big )}\approx 0}
или, эквивалентно,
{\displaystyle {\frac {d\omega }{dk}}\approx {\frac {x}{t}}.}
Корень этого уравнения даёт доминирующую частоту {\displaystyle \omega _{\text{dom}}(x,t)} для заданных {\displaystyle x} и {\displaystyle t}. Если мы разложим φ в ряд Тейлора вблизи {\displaystyle \omega _{\text{dom}}} и пренебрежём слагаемыми старшего порядка по отношению к {\displaystyle (\omega -\omega _{\text{dom}})^{2}}, то
{\displaystyle \phi \sim k(\omega _{\text{dom}})x-\omega _{\text{dom}}t+{\frac {x}{2}}{\frac {d^{2}k}{d\omega ^{2}}}(\omega -\omega _{\text{dom}})^{2}.}
Когда x большое, даже малая разница {\displaystyle \omega -\omega _{\text{dom}}} обеспечит быстрые осцилляции в подынтегральном выражении, приводя к сокращению. Таким образом, мы можем расширить границы интегрирования вне границы разложения в ряд Тейлора. Чтобы учесть отрицательные частоты, необходимо удвоить действительную часть:
{\displaystyle f(x,t)={\frac {1}{2\pi }}2\operatorname {Re} \left\{\exp {\big (}i[k(\omega _{\text{dom}})x-\omega _{\text{dom}}t]{\big )}|F(\omega _{\text{dom}})|\int _{\mathbb {R} }\exp \left(i{\frac {x}{2}}{\frac {d^{2}k}{d\omega ^{2}}}(\omega -\omega _{\text{dom}})^{2}\right)\,d\omega \right\}.}
Проинтегрировав, имеем
{\displaystyle f(x,t)\sim {\frac {|F(\omega _{\text{dom}})|}{\pi }}{\sqrt {\frac {2\pi }{x\left|{\frac {d^{2}k}{d\omega ^{2}}}\right|}}}\cos \left(k(\omega _{\text{dom}})x-\omega _{\text{dom}}t\pm {\frac {\pi }{4}}\right).}

## Книги
- Федорюк М. В. Метод перевала. — 1977. — С. 366.
- А. И. Прилепко, Д. Ф. Калиниченко. Асимптотические методы и специальные функции. — М.: МИФИ, 1980. — С. 107.
- А. Г. Свешников, А. Н. Тихонов. Теория функций комплексной переменной. — 5-е изд.. — М.: Наука, Физматлит, 1999. — С. 319. — ISBN 5-02-015233-1.